# Francisco Tárrega
Francisco de Asís Tárrega y Eixea (ur. 21 listopada 1852 w Villareal, zm. 15 grudnia 1909 w Barcelonie) – hiszpański gitarzysta i kompozytor, uznawany za jednego z największych mistrzów w historii tego instrumentu.
Naukę gry na gitarze rozpoczął w wieku ośmiu lat, kompozycji i gry na fortepianie uczył się w Konserwatorium w Madrycie. Był jednym z wielkich reformatorów stylu gry na gitarze klasycznej i twórcą tak zwanej nowej szkoły hiszpańskiej. Wykształcił wielu znakomitych gitarzystów, takich jak Garcia Fortea, Emilio Pujol, Domingo Prat, Rita Brondi, Miguel Llobet.
Do jego najbardziej znanych utworów należą Wspomnienia z Alhambry (Recuerdos de la Alhambra), a także Sen, Marzenie, Kaprys arabski oraz gitarowa transkrypcja Asturias ze Suity hiszpańskiej Isaaca Albéniza.
Fraza z jednego z jego utworów – Gran Vals – została wykorzystana jako melodia telefonów komórkowych firmy Nokia (Nokia tune).
Wspomnienia z Alhambry zostały zaaranżowane przez Mike'a Oldfielda w utworze "Etude" (1984) i stały się częścią ścieżki dźwiękowej filmu Pola śmierci (The Killing Fields, reż. Roland Joffé) z tego samego roku.